# Дочка (фільм, 1942)
«Дочка» (рос. «Дочка») — вірменський радянський художній фільм 1942 року кінорежисера Амо Бек-Назаряна.

## Актори
- Грачья Нарсесян — Грігор
- С. Волховська — Мати
- Авет Восканян — Спекулянт
- Д. Цатурян — Маро
- Любов Євстратова — Тетяна
- Анатолій Мокацян — Льонька